# Dimension PSI
Dimension PSI ist eine sechsteilige Fernsehserie der ARD, bei der es um die größten ungelösten parapsychologischen Rätsel (Psi-Phänomene) der Geschichte geht. Produziert wurde die Reihe gemeinsam von MDR, NDR, WDR und SR. Die Erstausstrahlung erfolgte am 17. November 2003. Als Fachberater stand Walter von Lucadou zur Seite.

## Inhalt
In den einzelnen Folgen werden Fragen um Telekinese, Telepathie, Nahtoderfahrungen, Reinkarnation, Exorzismus und Geister behandelt. Unter anderem kommen folgende Fälle zur Sprache: die Poltergeist-Phänomene in einer Rechtsanwaltskanzlei im bayerischen Rosenheim 1967, Teufelsaustreibungsexzesse unter dem Segen der Kirche, Golden-Dawn-Geschichten um Aleister Crowley, die mysteriösen Erscheinungen menschlicher Gesichter im spanischen Bélmez oder die Limpia-Rituale in Mexiko.

## Begleitmedien
- 2003 erschien das Begleitbuch Dimension PSI. Fakten zur Parapsychologie. (List-Verlag, 304 Seiten, ISBN 978-3471785713)
- Die Reihe wurde 2007 auf DVD-Video (2 DVDs) veröffentlicht.